# فیورلا مانویا
فیورلا مانویا (ایتالیایی: Fiorella Mannoia؛ زادهٔ ۴ آوریل ۱۹۵۴) خواننده اهل ایتالیا است. وی از سال ۱۹۶۸ میلادی تاکنون مشغول فعالیت بوده‌است.
وی همچنین برندهٔ جوایزی همچون نشان شایستگی از جمهوری ایتالیا شده‌است.